# Воронежский государственный институт искусств
Воро́нежский госуда́рственный институ́т иску́сств — высшее учебное заведение в Воронеже. Один из ведущих центров искусства и культуры Центрально-Чернозёмного региона. За время существования вуза в его стенах прошли подготовку около трёх тысяч актёров, музыкантов и художников. Среди выпускников ВГИИ более 200 лауреатов и дипломантов международных и всероссийских исполнительских конкурсов; более 80 человек удостоены почётных званий России в области искусства и культуры.

## История
Высшее учебное заведение было основано 18 октября 1971 года. В этом году открывается 2 факультета — музыкальный и театральный. Создателями театрального факультета являются педагог и профессор ГИТИСа Ольга Старостина и Борис Кульнёв — доцент Театрального училища им. Б. Щукина (ныне Театральный институт имени Бориса Щукина). На театральном факультете преподавали и преподают известные воронежские театральные педагоги и режиссёры: Н. В. Дубинский, В. В. Тополага, В. В. Бугров, А. И. Гладнев, Г. В. Харчев, А. В. Иванов, Г. Б. Дроздов, А. Г. Абдулаев, Г. В. Меньшенин, И. В. Сачко, А. К. Дундуков, М. В. Бычков, С. А. Надточиев, И. Б. Сисикина, также в свое время в институте преподавал известный советский театральный критик и историк театра Зиновий Анчиполовский. При театральном факультете действовал Молодёжный театр, который находился в парке Орлёнок, в нём начинали свою творческую деятельность народный артист России Фёдор Добронравов, Сергей Дорогов и Сергей Астахов. Создателями музыкального факультета были В. Р. Завьялов, И. Н. Пожидаев, В. Б. Ижогин, Ю. В. Филатов и другие преподаватели. Первыми отделениями, созданными на музыкальном факультете были: дирижерско-хоровое, струнных инструментов, народных инструментов, духовых инструментов и специального фортепиано. В течение существования музыкального факультета постепенно появлялись и новые отделения: 
- 1971 год — вокального искусства.
- 1979 год — музыковедения.
- 2004 год — этномузыкологии.
- 2012 год — музыкальной педагогики.

Первым ректором института стал Валерий Шапошников — доцент, кандидат философских наук.
В 1980 году новым ректором института становится профессор, народный артист РСФСР Владимир Бугров.
В 1984 году институт переехал в специально построенное для него здание, в котором располагается до сих пор. Изначально институт располагался в Березовой Роще, где сейчас находится Воронежский институт развития образования имени Н. Ф. Бунакова.
В августе 1994 года в институте открывается факультет живописи, деканом которого становится советский и российский художник Сергей Гулевский.
В 1998 году учебное заведение переименовано в Воронежскую государственную академию искусств.
С 2003 года ВГАИ возглавлял профессор, заслуженный деятель искусств России Валерий Семёнов.
27 июня 2013 года ректором был избран Эдуард Бояков, исполнявший обязанности главы вуза с 7 мая.
1 июня 2015 года Эдуард Бояков покинул пост ректора по собственному желанию.
В 2015 году академия лишилась корпуса, который находился в Доме офицеров. Здание было получено в 2014 году, после заключения договора между ВГАИ и областной филармонией, но после ухода с поста ректора Эдуарда Боякова договор был расторгнут и здание перешло обратно филармонии.
Исполняющей обязанности ректора назначена О. А. Скрынникова, кандидат искусствоведения, заведующая кафедрой истории музыки, ранее проректор по научной работе.
В 2015 году вуз был вновь переименован и вернул старое название — Воронежский государственный институт искусств.
В 2017 году в холле института была открыта мемориальная доска, посвященная памяти театрального режиссера и педагога Владимира Бугрова. Доска была выполнена известным воронежским скульптором Юрием Астапченко.
В январе 2021 года Ольга Скрынникова покинула пост ректора института и вместо неё был назначен народный артист России Сергей Карпов — актёр Воронежского академического театра драмы имени А. В. Кольцова. 18 октября 2021 года институт отпраздновал 50-летний юбилей с момента своего основания.

### Скульптура «Муза»
В течение 25 лет на арке фасада здания, над главным его входом, находилась скульптурная композиция «Муза». Автором скульптуры является известный воронежский скульптор Александр Владимирович Мельниченко. Скульптурная композиция не имела официальный статус памятника культуры и представляла собой статую молодой девушки, вылетающей из-за кулис в окружении голубей. В августе 2013 года скульптура была демонтирована со здания по приказу нового ректора Эдуарда Боякова, известного представителя прогрессивного направления в искусстве, заручившегося поддержкой учёного совета академии. Своё возмущение сносом скульптуры выразили известные воронежские художники и скульпторы: автор скульптурной композиции назвал демонтаж актом вандализма, руководитель Воронежской организации Союза художников России Алексей Смирнов не поддержал действия руководства академии, член-корреспондент Российской Академии художеств Юрий Астапченко заявил о намерении покинуть академию: «Люди, которые ничего подобного не сделали, взяли на себя смелость уничтожать. Думаю, я больше не буду преподавать в академии, намерен уйти…». Студенты ВГАИ требовали вернуть скульптуру на место, некоторые преподаватели уволились в знак протеста, бывшие выпускники и простые жители Воронежа также выразили своё недоумение. Со слов ректора «скульптура не вписывалась в предполагаемый план ремонта академии и новый дизайн» и являлась пережитком брежневской эпохи, поэтому её решили убрать. На месте скульптуры ничего нового сооружать не планируется. После демонтажа скульптура некоторое время находилась в сквере у академии, дальнейшая судьба «Музы» пока неизвестна, но со слов ректора, вероятнее всего она должна была отправиться в музыкальную школу.

## Структура
Воронежский государственный институт искусств обучает студентов творческим специальностям на 3 факультетах: театральном, музыкальном и живописи.

### Факультеты

#### Театральный факультет
- Кафедра мастерства актера

#### Музыкальный факультет
- Кафедра специального фортепиано
- Кафедра камерного ансамбля и концертмейстерского мастерства
- Кафедра оркестровых инструментов
- Кафедра оркестровых народных инструментов
- Кафедра вокального искусства
- Кафедра хорового дирижирования
- Кафедра оркестрового дирижирования
- Кафедра истории музыки
- Кафедра теории музыки
- Кафедра педагогики, методики и общего курса фортепиано
- Кафедра этномузыкологии

#### Факультет живописи
- Кафедра станковой живописи

## Педагогический состав

### Ректоры
Ректоры ВГИИ (в хронологическом порядке):

| - Валерий Николаевич Шапошников (1971—1980) - Владимир Васильевич Бугров (1980—2003) - Виктор Николаевич Семёнов (2004—2013) | - Эдуард Владиславович Бояков (2013—2015) - Ольга Анатольевна Скрынникова (2015—2021) - Сергей Викторович Карпов (с 2021 года) |